# Сулеювек
Сулеювек (пол. Sulejówek)  — город в Польше, входит в Мазовецкое воеводство, Миньский повят. Имеет статус городской гмины. Занимает площадь 19,51 км². Население — 18 547 человек (на 2005 год). Расположен в 18 км от центра Варшавы.

## История
Статус города получил 18 июля 1962 года. 

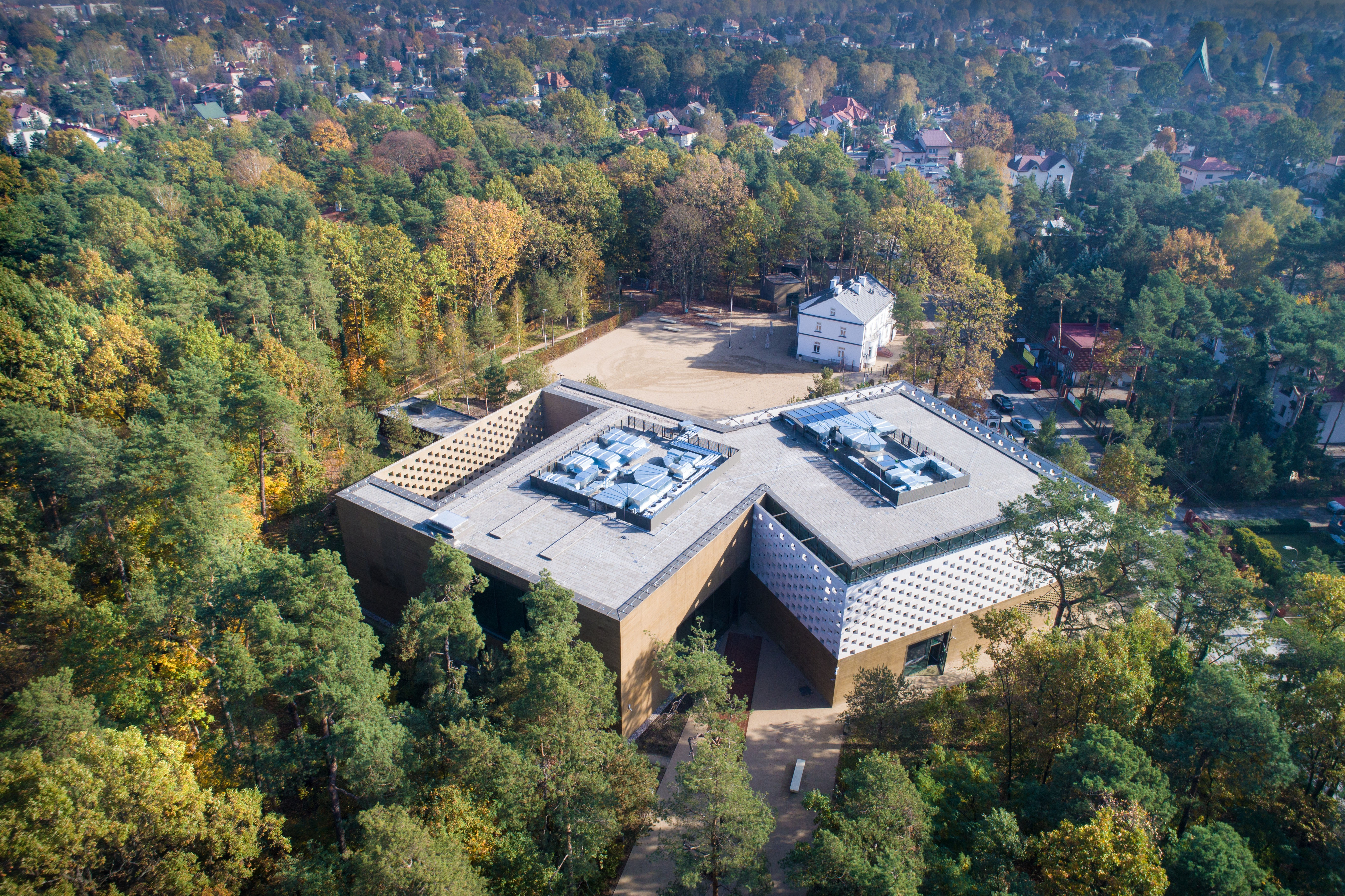
Музей